# Mocro Maffia (série télévisée)
Pour les articles homonymes, voir Mocro.
Mocro Maffia, est une série télévisée de thriller dramatique néerlandaise créée par Achmed Akkabi et Thijs Römer, diffusée depuis le 11 octobre 2018 sur Videoland et basée sur des faits réels,. Il s’agit de l’adaptation du roman éponyme Mocro Maffia de l'écrivain néerlandais Marijn Schrijver publié en 2015.
La première saison raconte l'enquête d'un journaliste sur de nombreux assassinats ayant lieu à Amsterdam aux Pays-Bas. Il aborde la question des nombreuses fusillades et kidnappings qui ne cessent de s'accroître dans la capitale néerlandaise. Les enquêteurs font la découverte d'une incroyable guerre criminelle sur fond de trafic de cocaïne. Ces faits de violences auront des conséquences drastiques et des répercussions familiales. Les acteurs Oussama Ahammoud, Achmed Akkabi et Nasrdin Dchar interprètent les rôles principaux et la réalisation est assurée par Bobby Boermans et Giancarlo Sanchez.
La seconde saison, Mocro Maffia 2, est diffusée du 20 mars au 30 mars 2020, et Oussama Ahammoud reprend son rôle de « Mouse » aux côtés de Walid Benmbarek et Omar Ahaddaf. Également découpée en sept épisodes d'environ une heure chacun, cette nouvelle histoire est une suite directe de la première saison, avec des liens narratifs, une continuité thématique ainsi qu'une évolution : à la recherche d'une vengeance accrue, Mouse tente le tout pour le tout, menant l'affaire à une guerre encore plus sanglante, faisant de plus en plus de victimes.
D'une durée totale de 40–45 minutes par épisode, elle est présentée au public dans les festivals de cinéma de Rotterdam en 2019. Mocro Maffia a reçu un grand nombre de critiques négatives, notamment sur le non-respect de l'entourage des victimes réelles à la suite de la reproduction de scénarios identiques de la réelle Mocro Maffia. Cependant, la qualité de la réalisation et du jeu des acteurs, le rythme lent, la beauté des décors et le scénario travaillé est salué par le public néerlandais.
En France, la première saison est diffusée à partir du 6 février 2021 sur Série Club. Elle reste inédite dans les autres pays francophones.

## Synopsis
Romano et sa bande contrôlent depuis des années un commerce de cocaïne à Amsterdam. Lorsque Le Pape monte sa propre bande après une dispute avec son patron Romano, un grand conflit débute entre les deux hommes. L'écrivain Rein de Waard et le journaliste Matthijs iront suivre la situation de près, récoltant un maximum d'informations afin de mettre un terme à la terreur qui règne dans la capitale néerlandaise.
Les deux bandes font le tout pour garder leur trafic en bon fonctionnement, cela mène à énormément de liquidations, de complots et de trahisons. Lorsque le Pape liquide la fiancée et le bébé de Petit Stylo, la bande de Romano s'agite et venge son membre, allant jusqu'à lancer une guerre criminelle sans fin. Youssef Taheri, surnommé Muis par ses amis au quartier, n'est pas bon élève à l'école. Son comportement mène à son exclusion de l'école. Déscolarisé, Youssef Taheri a pour but de subvenir aux besoins familiaux. Il trouve rapidement du travail en tant que laveur de vaisselles dans un restaurant. Il met rapidement un terme au petit job et se lance dans les braquages, rapportant beaucoup plus de sous.
Ayant écrit son nom au quartier à la suite des braquages commis, son oncle Adil, travaillant pour le patron Romano, prend contact avec Youssef et veut l'éloigner du monde criminel. Il donne énormément d'argent à Youssef et le recrute pour jouer les petits rôles d'observateurs. C'est le début d'une longue ascension que va connaître le jeune Youssef.

## Distribution
Boîte de Doublage :
Digital Factory Belgique
Adaptation :
Carsten Toti
Directeur de Plateau :      Frédéric Meaux
| Personnages                   | Acteurs               | Voix françaises       |
| ----------------------------- | --------------------- | --------------------- |
| Jaouad "Le Pape"              | Achmed Akkabi         | Erico Salam one       |
| Cousin d'Anvers               | Mostafa Benkerroum    | Simon Duprez          |
| Ashraf                        | Saïd Boumazoughe      | Fabrice Boutique      |
| Mamoun Elyounoussi            | Yassine Faszl         | Maxime Van Sanfoort   |
| Tatta                         | Robert de Hoog        | Olivier Bony          |
| Omar Tonnano                  | Khalid Alterch        | David Macaluso        |
| Taxi                          | Iliass Ojja           | Benjamin Thomas       |
| Anti                          | Abdelilah el Foulani  | Damien Locqueneux     |
| Taliban                       | Aziz Akazim           | Ilyas Mettioui        |
| Samira                        | Zineb Fallouk         | Marie Du Bled         |
| Flavio Furno                  | Sandro                | Anthoni Lo Presti     |
| Tia Alvarez                   | Martha Villada        | Eleonore Meeus        |
| Hacker                        | Mohamed Zoundri       | Olivier Francart      |
| Cinqo                         | Adam Mouhajir         | Frédéric Clou         |
| Romano                        | Mandela Wee Wee       | Pierre Lognay         |
| Youssef "Mouse"               | Oussama Ahammoud      | Esteban Oertli        |
| Elias Taheri                  | Achraf Koutet         | David Delaloy         |
| Abdzlhak Taheri               | Omar Ahaddaf          | Fabrice Boutique      |
| Nadira                        | Nora El Koussour      |                       |
| Leomar "Stille"               | Sevn Alias            |                       |
| Mohamed "Mo"                  | Bilal Wahib           | Grégory Praet         |
| Kamel frère de Mo             | Redouan Azmi          |                       |
| Edith Roodschild              | Malou Gorter          | Colette Sodoyez       |
| Eiffel                        | Achmed El Jennouni    | Stephane Oertli       |
| Laarbi "Belg"                 | Adnan El Yazidi       |                       |
| Chaouki "Petit Stylo"         | Nasrdin Dchar         | Olivier Prémel        |
| Adil                          | Walid Benmbarek       | Karim Barras          |
| Bouchra                       | Souad Elaidi Keehnen  |                       |
| Brede Marokkaan               | Nabil Haryouli        |                       |
| Lange Marokkan                | Ibrahim El Boustati   |                       |
| Rein de Waard                 | Daan Schuurmans       | Philippe Allard       |
| Sanne de Waard                | Anniek Pheifer        | Fanny Roy             |
| Matthijs Harderwijk           | Jim Deddes            | Fabian Finkels        |
| Leader Geusebroek             | Eric Corton           | Olivier Cuvellier     |
| Dewus                         | Bart Harder           |                       |
| Gerben van Jaren              | Pierre Bokma          | Jean-Paul Landresse   |
| El Moussaoui                  | Nizar El Manouzi      | Pierre Lebec          |
| Silva                         | Jaike Belfor          |                       |
| Celine                        | Charlie Chan Dagelet  | Sarah Brahy           |
| Gustavo Garcia "Jeje"         | Anass Yajjou          |                       |
| Figurant                      | Josylvio              |                       |
| Sallie                        | Judith Noyons         |                       |
| Haak                          | Rida Bouchengour      |                       |
| Domino's                      | Jaouhar Chakroun      |                       |
| Frenkie                       | Royston Drenthe       |                       |
| Emin Fallouny                 | Omar Dahmani          | Jonathan Simon        |
| Zakaria « Komtgoed » Fallouny | Marouane Meftah       | Django Schrevens      |
| Nadir 'Hawk'                  | Ahmed Bouyaghroumni   | Alessandro Bevilacqua |
| Penny                         | Yassin Dardour        | Matteo Marchese       |
| Soufiane                      | Yassine Merzaq        | Luciano Mengucci      |
| Ibo                           | Karym El Dawey        | Stefano Paganini      |
| Mère de 'Komtgoed'            | Mounira Hadj Mansour  |                       |
| Chaib                         | Fouad Mourighi        | Michelangelo Marchese |
| Selim                         | Ismael El Tarhabi     | Laurent Bonnet        |
| Kees                          | Frits Lambrechts      |                       |
| Sihem                         | Ibtissam Boulbahaiem  | Marie Braam           |
| Tamara                        | Zoé Van Weert         | Marie Dubled          |
| Ray                           | Natalio Rijssel       | Maxym Anciaux         |
| Frenkie                       | Royston Drenthe       | Marvin Schlick        |
| Meltem                        | Sinem Kavus           | Julie Dieu            |
| Le chauffeur belge            | Akram Saibari         |                       |
| Idris                         | Aboubakr Bensaihi     |                       |
| Omër Özdemir                  | Tamer Yiğit           | Franck Dacquin        |
| Hajjar                        | Nora Akachar          | Muriel Bersy          |
| Leila                         | Mouna Laroussi Tahiri | Karin Clercq          |
| Otto                          | Mads Wittermans       | Sébastien Hébrant     |
| Melvin                        | Boris Saran           | Michel Collige        |
| Gabor                         | Zsolt Páll            | Steve Driesen         |
| Borsu                         | Giovanni Rustenberg   | Claudio Dos Santos    |
| Avocat de Meltem              | Michiel varga         | Arnaud Van Parys      |
| Agent de police               | Kirsten Mulder        | Laetitia Reva         |
| Kristina                      | Fockeline Ouwerkerk   | Karin Clercq          |
| Abderahim                     | Fehd Benchemsi        | Simon Duprez          |
| Nadir                         | Sami Fekek            | Quentin Minon         |
| Badr                          | Amine Ennaji          | Steve Driesen         |
| Homme Africain                | Derek Reginald        | Jean-François Rossion |

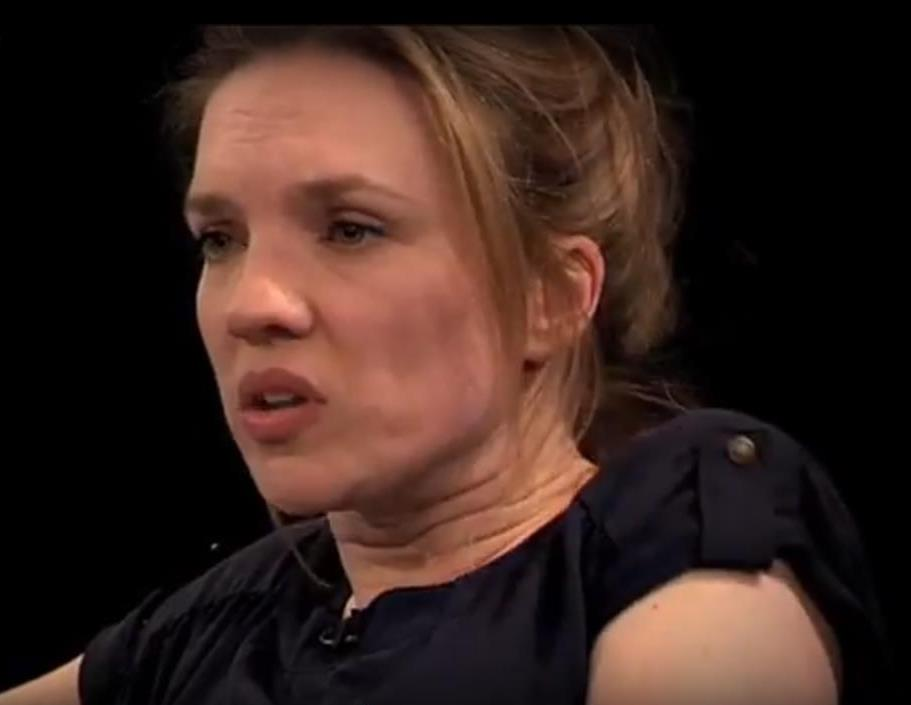
Anniek Pheifer (VFB : Fanny Roy):Sanne.
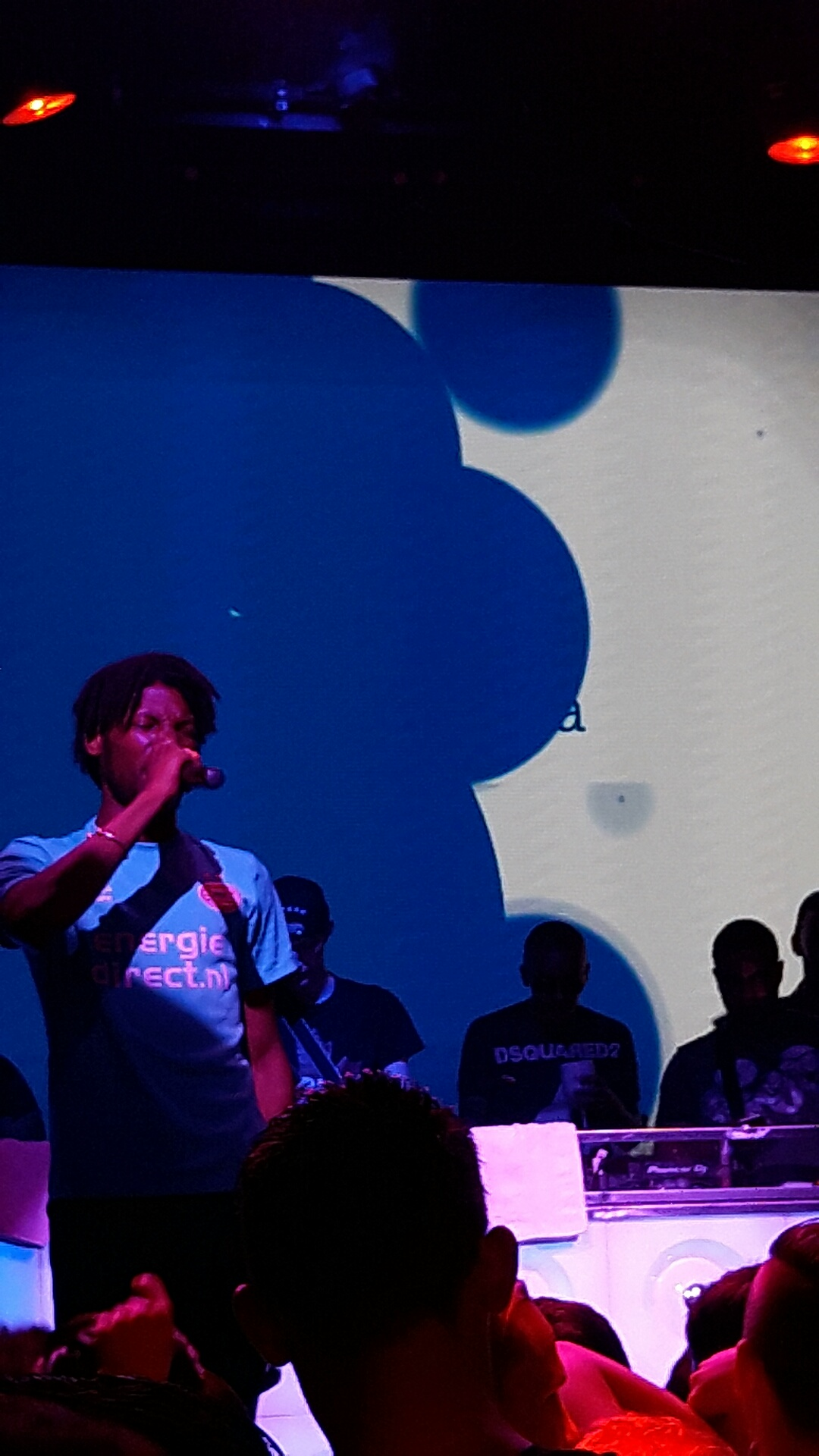
Sevn Alias interprète Stille.
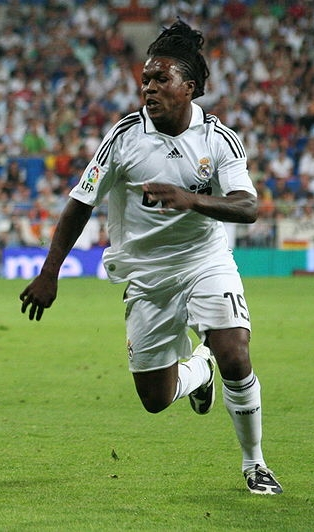
Royston Drenthe interprète Frenkie Prof.

Et avec les voix de : Benoît Vandorslaer, Loïc Buisson, Nathalie Hons, Nathalie Hugo, Pedro Romero, Simon Deschamps, Basile Boucherit, Lison Boucherit, Clément Manuel, Quentin Minon, Micheline Tziamalis, Fleur Deman, Camille Henrard, Valérie Marchant, Claude Enuset, Lenaïc Brulé, Sheryne Seyad, Annaïg Bouguet, Alexis Flamant, Frédéric Meaux, Matthias Billard، Robert Dubois, Fatima Mezher, John Axel, Mathias Billard, Bruno Borsu, Maxime Al Zein, Marvin Schlick, Klara Gandon, Cedric Cerbara, Raphaël Brunelli, Annaig Bouguet, Michael Dubois, Sophie d'Hont, Sophie Pyronnet, Audrey D'hulstère.

## Production

### Origine
Achmed Akkabi a développé le concept de la série après avoir lu Mocro Maffia, roman historique de Marijn Schrijver qui a été nommé pour le prix Brusseprijs en 2015. Le livre est vendu à plus de 100.000 exemplaires. Il voulait suivre de près le conflit de la drogue qui règne à Amsterdam depuis plusieurs années. Il prend notamment des renseignements auprès des écrivains Marijn Schrijver et Wouter Laumans. Il entre également en contact avec le journaliste John van den Heuvel, connu pour ses séries documentaires De Jacht op de Mocro-maffia, également diffusés sur Videoland. Il déclare par la suite que la série est inspirée du livre Mocro Maffia et qu'il s'agit de fiction, qu'aucun nom n'est relayé afin d'éviter des représailles.
Il voyait l'histoire de la Mocro Maffia comme étant « impressionnante et incroyable malgré les nombreuses images filmée par des caméras de surveillances lors de plusieurs incidents qui ont pu éclater aux Pays-Bas ». Achmed Akkabi voulait montrer une série au sujet de la vie d'une famille en plein conflit à la suite d'histoires de drogues. Après avoir lu Mocro Maffia, Achmed Akkabi a lu le livre Wraak, une suite racontant les successeurs des hommes abattus sur Mocro Maffia. Achmed Akkabi voulait créer quelque chose pour la télévision qui soit plus centré sur les personnages et proche des scénarios des réelles incidents qui ont éclaté aux Pays-Bas. Il collabore avec Thijs Römer pour la réalisation des scénarios. La fiction à la télévision, selon lui, était devenue trop figée et trop rare depuis Gomorra. Sachant qu'ils prennent de grandes risques en produisant cette série, Achmed Akkabi déclare tout de même : « Quand tu regardes les premières images, tu remarques déjà que j'ai beaucoup différencié les scénarios, sinon, j'aurais jamais pris le risque de me lancer dans un projet à risque ».
Achmed Akkabi souhaitait donner à la série un nom évoquant cette même organisation sur laquelle il s'est penché. « Mocro Maffia » était selon lui le nom parfait car elle fait directement référence aux organisations mafieuses marocaines sur le territoire néerlandais.

« La Mocro Maffia existe réellement. Nous avons pris beaucoup de risque pour reproduire toutes les scènes qui ont eu lieu aux Pays-Bas au long de ces dernières années. Bien sûr, nous n'utilisons pas les mêmes noms ou les scénarios identiques de ce qu'il se passe réellement dans cette guerre de trafiquants. Pendant les tournages, nous avons rencontré beaucoup de difficultés. Entre notre bus de tournage qui part en flamme suite à un individu qui a jeté un cocktail molotov et des menaces de mort envers nos producteurs et acteurs, nous comprenons que cela puisse frustrer les gens qui sont actifs dans ce milieu. Mais tout ce que nous faisons est fictif. Nos acteurs ont eu beaucoup de courage pour continuer l'aventure malgré les quelques freints. »

— Déclaration du producteur Bobby Boermans lors d'une interview avec Ad.nl.
Romano relate l'histoire de Gwenette Martha, Petit Stylo celle du réel Najib Himmich, Le Pape du réel Houssine Ait Soussan, Adil du réel Benaouf Adaoui et Tatta celle de Chris Bouman. Plusieurs scènes sont des remakes de réels scénarios qui ont eu lieu dans la Mocro-oorlog. Le plus jeune personnage surnommé Muis est basé sur l'histoire de Rida Bennajem, un jeune néerlando-marocain assassiné en 2013 à Amsterdam.

### Fiche technique
- Titre : Mocro Maffia

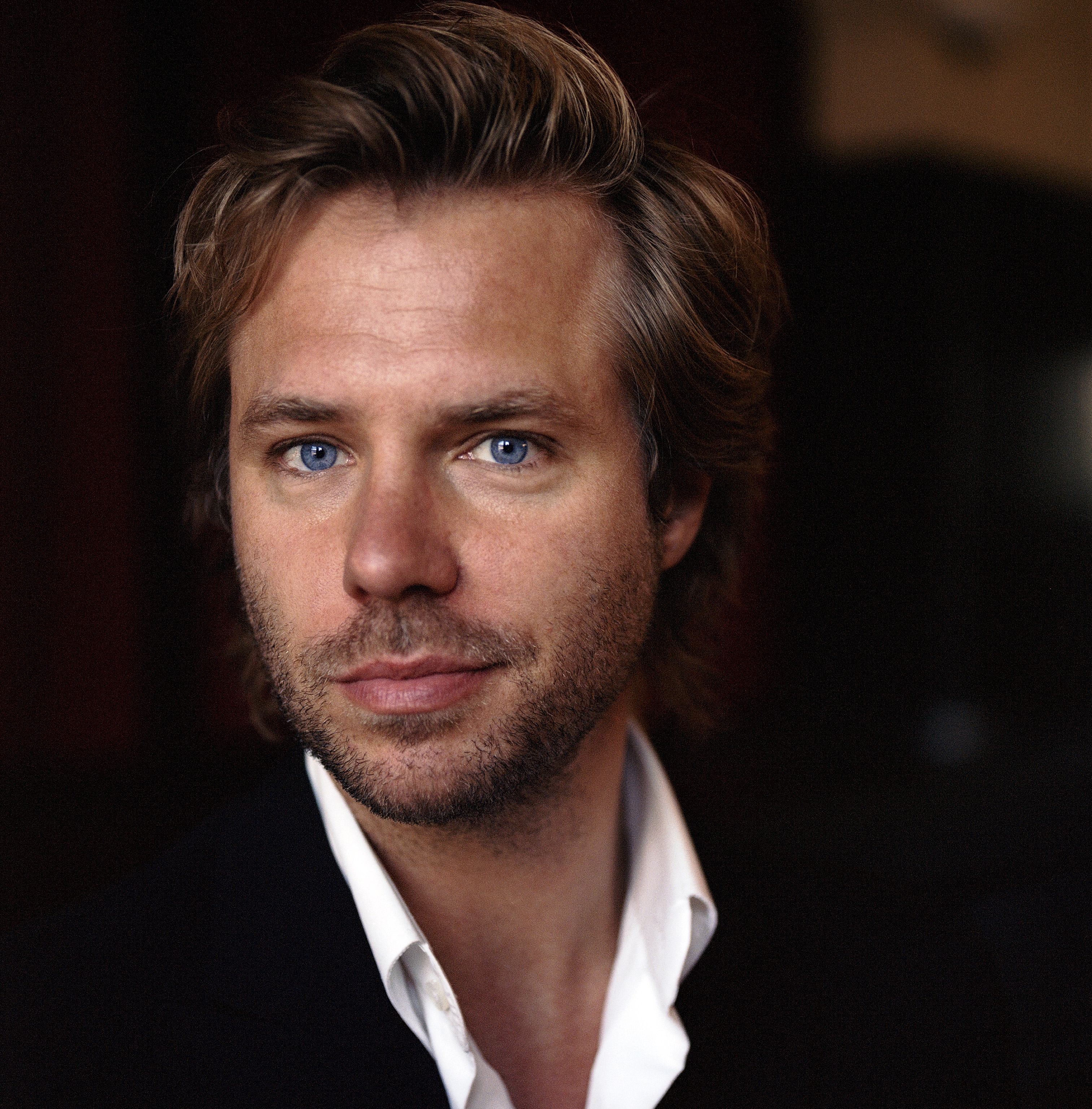
Thijs Römer, créateur, scénariste et réalisateur.

- Création : Achmed Akkabi et Thijs Römer
- Musique : Sevn Alias et Josylvio
- Producteurs exécutifs : Bobby Boermans et Giancarlo Sanchez
- Scénaristes : Achmed Akkabi
- Genre : Drame
- Date de diffusion : 11 octobre 2018
- Pays d’origine :  Pays-Bas
- Lieu de tournage : Amsterdam, Rotterdam, Anvers (Belgique), Bruxelles (Belgique), Marbella (Espagne) et Düsseldorf (Allemagne)
- Langue principale : néerlandais
- Langues parlées : néerlandais, anglais, italien, espagnol, arabe marocain, Berbère, turc et allemand
- Dates de sortie :
  - Pays-Bas : 11 octobre 2018 sur Videoland en version originale
  - Allemagne : 26 novembre 2019 sur Joyn (Streaminganbieter) (de) en version allemand[18].
  - Japon : 30 mai 2020 sur U-NEXT (ja) en version japonais[19]
  - Belgique : 2 janvier 2021 sur Streamz (nl) en version originale[20]
  - France : 6 février 2021 sur Serie Club et Canal+ en version français[21]
    - Directeur artistique : Frédéric Meaux.
    - Adaptation française : Daniel Danglard (épisodes de la S2 S3 et S6)
    - La version française traduit également les passages en italien, en espagnol, en arabe marocain et en rifain.

  - États-Unis et Royaume-Uni : 20 février 2021 sur Tubi et Prime Video en version originale (sous-titrée en anglais)[22]
  - Indonésie : 20 mars 2021 sur Netflix en version indonésien
  - Suisse : Prévu sur Maxdome
  - Autriche : Prévu sur Maxdome
  - Russie : Prévu sur Maxdome
- Série interdite aux moins de 18 ans lors de sa sortie aux Pays-Bas

### Musique
Pour la promotion de la série télévisée, Achmed Akkabi a plusieurs pistes qu'il envisage d'utiliser : des chansons existantes dont Antwerpen de Mister You, Sans Parler de Triplego, Strijders de Lijpe, ou encore plusieurs pièces originales que des artistes présentent aux producteurs via des auditions. Mustafa Duygulu et l'éditeur Victor Ponten laissent la distribution voter pour la chanson à utiliser à chaque séquence. Les paroles des musiques reflètent souvent le contexte des scénarios.
Achmed Akkabi reçoit un budget de Videoland pour la réalisation d'un album par saison afin de mettre en avant les rappeurs néerlandais. Ayant eu des reproches sur le peu de rappeurs néerlandais d'origine marocaine dans les albums, Achmed Akkabi dit « ne pas se focaliser sur l'ethnie des rappeurs mais plutôt sur la jeunesse prometteuse, qu'elle soit Marocaine ou non. ». Cependant, plusieurs passages de la série auditent le rap français et le rap marocain.

#### Bande originaleRwina
1. Killer Instinct - Josylvio, Appa et Momi (4:01)
2. Soldaat - Sevn Alias, Jayh et Murda (3:40)
3. Libie - Kevin, Kempi et Vic9 (3:33)
4. Henessy & Marijuana - Josylvio, Sevn Alias et Kevin (2:49)
5. Check In - Josylvio, Young Ellens et Kevin (3:41)
6. Groot - Josylvio, Kevin, Hef (2:53)
7. Money On My Mind - Sevn Alias, Kempi, Jayboogz (2:32)
8. Ijzer - Sevn Alias, Vic9 et Jayboogz (3:10)
9. Wait a Minute - Josylvio, D-Double et Woenzelaar (3:07)
10. Motorkap - Joeyak et Jboy (2:40)

#### Bande originaleMOCRO MAFFIA II
1. Mess - Jack et Ashafar
2. Kus Des Doods - Fous et Buikje
3. Marijuana - Josylvio, Sevn Alias et Sam J'taime
4. Murderers - Qlas & Blacka et D-Double
5. Bag - S10, Kevin et Hef
6. Survive - Jordymone9 et Sam J'taime
7. Kaapstad - A.P et Moeman
8. Dromen Van Een Eigen Lijn - Jayh, Josylvio, Sevn Alias et Sam J'taime
9. Soldier - Jayboogz, Jordymone9 et Lucass
10. Voor Lotto's Op De Fiets - Bokke8 et Buikje
11. Chosen One - Jack, Jayboogz, Jordymone9 et Lucass

## Épisodes
| Saisons | Saisons | Épisodes | Diffusion originale |
| ------- | ------- | -------- | ------------------- |
|         | 1       | 8        | 11 octobre 2018     |
|         | 2       | 7        | 20 mars 2020        |
|         | 3       | 8        | 29 janvier 2021     |
|         | 4       | 8        | 28 janvier 2022     |
|         | 5       | 7        | 2 juin 2023         |
|         | 6       | 8        | 20 septembre 2024   |

### Saison 1 (2018)
La première saison est mise en ligne le 11 octobre 2018 sur Videoland en version originale.
| № | # | Titre français          | Titre original      | Réalisation       | Scénario      | Première diffusion |
| - | - | ----------------------- | ------------------- | ----------------- | ------------- | ------------------ |
| 1 | 1 | "Déclaration de guerre" | "Oorlogsverklaring" | Bobby Boermans    | Achmed Akkabi | 11 octobre 2018    |
| 2 | 2 | "Prix"                  | "Prijs"             | Bobby Boermans    | Achmed Akkabi | 11 octobre 2018    |
| 3 | 3 | "Jalousie"              | "Jaloezie"          | Bobby Boermans    | Achmed Akkabi | 11 octobre 2018    |
| 4 | 4 | "Ennemis"               | "Vijanden"          | Bobby Boermans    | Achmed Akkabi | 11 octobre 2018    |
| 5 | 5 | "Armistice"             | "Wapenstilstand"    | Giancarlo Sanchez | Achmed Akkabi | 11 octobre 2018    |
| 6 | 6 | "Au revoir"             | "Afscheid"          | Giancarlo Sanchez | Achmed Akkabi | 11 octobre 2018    |
| 7 | 7 | "Enlèvement"            | "Ontvoering"        | Giancarlo Sanchez | Achmed Akkabi | 11 octobre 2018    |
| 8 | 8 | "œil pour œil"          | "Oog Om Oog"        | Giancarlo Sanchez | Achmed Akkabi | 11 octobre 2018    |

### Saison 2 (2020)
La deuxième saison est mise en ligne le 20 mars 2020.
À partir du 20 mars 2020, chaque jour a lieu la sortie d'un épisode de la saison 2 sur Videoland en version originale.
| №  | # | Titre français        | Titre original      | Réalisation      | Scénario      | Première diffusion |
| -- | - | --------------------- | ------------------- | ---------------- | ------------- | ------------------ |
| 9  | 1 | "Prêt"                | "Paraat"            | Mustafa Duygulu  | Achmed Akkabi | 20 mars 2020       |
| 10 | 2 | "xPurmerend19"        | "xPurmerend19"      | Mustafa Duygulu  | Achmed Akkabi | 21 mars 2020       |
| 11 | 3 | "C'est qui ces p*dés" | "Welke Kk Zwemels"  | Mustafa Duygulu  | Achmed Akkabi | 22 mars 2020       |
| 12 | 4 | "Calabria Dinnemok"   | "Calabria Dinnemok" | Mustafa Duygulu  | Achmed Akkabi | 23 mars 2020       |
| 13 | 5 | "Ewa Maghrebi"        | "Ewa Maghrebi"      | Victor D. Ponten | Achmed Akkabi | 24 mars 2020       |
| 14 | 6 | "La chasse"           | "Jagen"             | Victor D. Ponten | Achmed Akkabi | 25 mars 2020       |
| 15 | 7 | "Tout ira bien"       | "Komtgoed"          | Victor D. Ponten | Achmed Akkabi | 26 mars 2020       |

### Komtgoed: pré-saison 3 (2021)
Komtgoed est une mini-série et un spin-off de Mocro Maffia répartie en huit épisodes de huit minutes. La mini-série est publiée le 22 janvier 2021 en version originale, soit, une semaine avant la première épisode de la saison 3 sur Videoland. La mini-série est une pré-saison de la saison 3 de Mocro Maffia.
La mini-série est basée sur l'histoire d'un jeune garçon de 15 ans surnommé Komtgoed. Après avoir échoué le sauvetage de Muis, Komtgoed retourne dans son quartier avant de repérer la voiture du nouvel ami de sa mère. N'acceptant pas que sa mère soit amie avec une personne d'ethnie étrangère, il menace l'ami de sa mère, casse la vitre de sa voiture avant de se retrouver dans un tribunal de jeunes. Il passe un mois en prison pour jeunes avant d'être placé dans une famille d'accueil. Ses amis du quartier lui viendront en aide pour récupérer le garçon en prenant en otage les membres de sa famille d'accueil.
Le personnage Komtgoed met fin à la mini-série et devient l'un des personnages principal dans la saison 3.
| №  | # | Titre français                             | Titre original                            | Réalisation     | Scénario      | Première diffusion |
| -- | - | ------------------------------------------ | ----------------------------------------- | --------------- | ------------- | ------------------ |
| 16 | 1 | "Introduction"                             | "Introductie"                             | Aaron van Valen | Achmed Akkabi | 22 janvier 2021    |
| 17 | 2 | "Il a directement pointé son arme sur moi" | "Hij Richtte Direct Die Nakkoe Op Mij"    | Aaron van Valen | Achmed Akkabi | 22 janvier 2021    |
| 18 | 3 | "Ouvre cette p*tain de porte"              | "Doe Die KK Deur Open"                    | Aaron van Valen | Achmed Akkabi | 22 janvier 2021    |
| 19 | 4 | "Le cadenas s'est échappé de ma main"      | "En Toen Vloog Die Slot Zo Uit Mijn Hand" | Aaron van Valen | Achmed Akkabi | 22 janvier 2021    |
| 20 | 5 | "Pas sur sa tête frère"                    | "Niet Op Z'n Hoofd Bro"                   | Aaron van Valen | Achmed Akkabi | 22 janvier 2021    |
| 21 | 6 | "T'en veux aussi une?"                     | "Wil Je Er Ook Eén?"                      | Aaron van Valen | Achmed Akkabi | 22 janvier 2021    |
| 22 | 7 | "Il joue le mec chaud ou quoi?"            | "Speelt Ie Heethoofd, Ouleh?"             | Aaron van Valen | Achmed Akkabi | 22 janvier 2021    |
| 23 | 8 | "Au revoir les ânes"                       | "Challas A Ezels"                         | Aaron van Valen | Achmed Akkabi | 22 janvier 2021    |

### Saison 3 (2021)
La première épisode de la troisième saison est mise en ligne le 29 janvier 2021.
À partir du 29 janvier 2021, chaque semaine a lieu la sortie d'un épisode de la saison 3 sur Videoland en version originale.
| №  | # | Titre français                     | Titre original                   | Réalisation      | Scénario      | Première diffusion |
| -- | - | ---------------------------------- | -------------------------------- | ---------------- | ------------- | ------------------ |
| 24 | 1 | "C'est pas mon magasin"            | "Niet Mijn Winkel, Vriend"       | Bobby Boermans   | Achmed Akkabi | 29 janvier 2021    |
| 25 | 2 | "Made in Holland"                  | "Made in Holland"                | Bobby Boermans   | Achmed Akkabi | 5 février 2021     |
| 26 | 3 | "Saïd Aouita"                      | "Saïd Aouita"                    | Bobby Boermans   | Achmed Akkabi | 12 février 2021    |
| 27 | 4 | "Petit Stylo! Yeee Petit Stylo!!"  | "Potlood! Yeee Potlood!!"        | Victor D. Ponten | Achmed Akkabi | 19 février 2021    |
| 28 | 5 | "Tu connais le Sacré-Cœur ?"       | "You know Sacre Coeur?"          | Victor D. Ponten | Achmed Akkabi | 26 février 2021    |
| 29 | 6 | "Je te jure que je n'ai rien dit!" | "Wollah Meh Ik Heb Iets Gezegd!" | Victor D. Ponten | Achmed Akkabi | 5 mars 2021        |
| 30 | 7 | "Ou pas, Joey?"                    | "Toch, Joey?"                    | Victor D. Ponten | Achmed Akkabi | 12 mars 2021       |

31 8. Face a face. Victor D Ponten

### Meltem: pré-saison 4 (2021)
Meltem est une mini-série et un spin-off de Mocro Maffia répartie en huit épisodes de huit minutes. Le premier épisode de la mini-série est publié le 10 décembre 2021 en version originale sur Videoland. Elle est tournée à Amsterdam et Düsseldorf (Allemagne). Meltem est une jeune femme issue d'une famille turque. Elle rend souvent visite à son cousin en Allemagne. Son cousin, lui, est actif dans une organisation mafieuse turque active en Allemagne.

### Saison 4 (2022)
Le 28 janvier 2022, la première épisode de la saison 4 est publiée sur Videoland.
À partir du 28 janvier 2022, chaque semaine a lieu la sortie d'un épisode de la saison 4 sur Videoland en version originale.
| №  | # | Titre français                              | Titre original                     | Réalisation      | Scénario      | Première diffusion |
| -- | - | ------------------------------------------- | ---------------------------------- | ---------------- | ------------- | ------------------ |
| 31 | 1 | "Cet argent d'Abramobitch c'est fou, non ?" | "Die Abramovich money is gek, hè?" | Aaron van Valen  | Achmed Akkabi | 28 janvier 2022    |
| 32 | 2 | "Tu vas pisser le sang"                     | "Bloed pissen"                     | Aaron van Valen  | Achmed Akkabi | 4 février 2022     |
| 33 | 3 | "Tu étais en excursion ou quoi ?"           | "Was je op kk excursie, of zo?"    | Aaron van Valen  | Achmed Akkabi | 11 février 2022    |
| 34 | 4 | "C'est avec elle que je parle, Hitler!"     | "Ich spreche met haar, a Hitler"   | Aaron van Valen  | Achmed Akkabi | 18 février 2022    |
| 35 | 5 | "Qui est son cousin ?"                      | "Wie is zijn neef ?"               | Victor D. Ponten | Achmed Akkabi | 25 février 2022    |
| 36 | 6 | "À quel point vous êtes con, en fait ?"     | "Hoe dom zijn jullie eigenlijk?"   | Victor D. Ponten | Achmed Akkabi | 4 mars 2022        |
| 37 | 7 | "Nous sommes pas des balances"              | "We zijn geen snitches"            | Victor D. Ponten | Achmed Akkabi | 11 mars 2022       |
| 38 | 8 | "Vous êtes jamais en sécurité"              | "You are never save"               | Victor D. Ponten | Achmed Akkabi | 18 mars 2022       |

### Tatta: pré-saison 5 (2023)
Tatta est un long-métrage et un spin-off de Mocro Maffia de 60 minutes diffusé sur Videoland à partir du 22 avril 2023. Elle est tournée en partie en Hongrie.
Après l'enlèvement de Samira, la sœur du Pape, dans la saison quatre de 'Mocro Maffia', Tatta disparaît également sans laisser de traces. Il prépare une action de vengeance contre son ancien allié. Pour que ce plan réussisse, il a besoin de l'aide de son frère aîné Otto. Cependant, celui-ci est détenu dans une prison hongroise. Tatta parvient à le libérer, mais les deux frères se retrouvent alors de plus en plus éloignés de l'objectif initial de Tatta.

### Saison 5 (2023)
À partir du 2 juin 2023, chaque semaine a lieu la sortie d'un épisode de la saison 5 sur Videoland en version originale.
| №  | # | Titre français                     | Titre original                      | Réalisation    | Scénario      | Première diffusion |
| -- | - | ---------------------------------- | ----------------------------------- | -------------- | ------------- | ------------------ |
| 39 | 1 | "Ennemis De L'état, C'est ça ?!"   | "Staatsvijand Yek?!"                | David Eilander | Achmed Akkabi | 2 juin 2023        |
| 40 | 2 | "Le Roi Est Mort, Vive Le Roi"     | "De Koning Is Dood, Leve De Koning" | David Eilander | Achmed Akkabi | 9 juin 2023        |
| 41 | 3 | "Que Des Voleurs Et Des Assassins" | "Just Thieves And Assassini"        | David Eilander | Achmed Akkabi | 16 juin 2023       |
| 42 | 4 | "L'urgence Qui Brise La Loi"       | "De Nood Die De Wet Breekt"         | Hesdy Lonwijk  | Achmed Akkabi | 23 juin 2023       |
| 43 | 5 | "Chante Comme Pavarotti"           | "Sing Like Pavarotti"               | Hesdy Lonwijk  | Achmed Akkabi | 30 juin 2023       |
| 44 | 6 | "Enlève Les Chaussures!"           | "Schoenen Uit!"                     | Hesdy Lonwijk  | Achmed Akkabi | 7 juillet 2023     |
| 45 | 7 | "Tu Parles Beaucoup"               | "Je Praat Teveel"                   | Hesdy Lonwijk  | Achmed Akkabi | 14 juillet 2023    |

### Taxi: pré-saison 6 (2024)
Taxi est un long-métrage et un spin-off de Mocro Maffia de 60 minutes diffusé sur Videoland à partir du 23 août 2024. Elle est tournée en partie au Maroc.

### Saison 6 (2024)
À partir du 20 septembre 2024, chaque semaine a lieu la sortie d'un épisode de la saison 6 sur Videoland en version originale.
| №  | # | Titre français                | Titre original                                | Réalisation      | Scénario                         | Première diffusion |
| -- | - | ----------------------------- | --------------------------------------------- | ---------------- | -------------------------------- | ------------------ |
| 46 | 1 | "Mon frère"                   | "Ik Ben Hier Alleen He!"                      | Iván López Núñez | Ashar Medina                     | 20 septembre 2024  |
| 47 | 2 | "Overdose"                    | "Je Wou Pap, Toch?"                           | Iván López Núñez | Sergej Groenhart - Ashar Medina  | 27 septembre 2024  |
| 48 | 3 | "L'heure du jugement"         | "Graaf Door"                                  | Iván López Núñez | Randy Oost - Ashar Medina        | 4 octobre 2024     |
| 49 | 4 | "Crime et châtiment"          | "Paus Had Een Naam"                           | Iván López Núñez | Amira Duynhouwer - Ashar Medina  | 11 octobre 2024    |
| 50 | 5 | "Un ami qui vous veut du mal" | "Mensen Waar Je Niks Mee Te Maken Wil Hebben" | Hesdy Lonwijk    | Kevin Boitelle - Ashar Medina    | 18 octobre 2024    |
| 51 | 6 | "Retour au pays"              | "Kleine Jonguun"                              | Hesdy Lonwijk    | Sergej Groenhart - Ashar Medinaa | 25 octobre 2024    |
| 52 | 7 | "Feux d'artifices"            | "Hele Straat Weg"                             | Hesdy Lonwijk    | Sergej Groenhart - Ashar Medinaa | 1er novembre 2024  |
| 53 | 8 | "Hécatombe"                   | "Elke Week Een Begrafenis"                    | Hesdy Lonwijk    | Ashar Medinaa                    | 8 novembre 2024    |

## Accueil

### Critiques
Les critiques de la série ont été extrêmement positives. Certains commentateurs l'ont qualifiée comme étant « magnifique », « magistralement réalisée », « mystérieuse », « captivante », alors que plusieurs analystes parlent de « chef-d'œuvre. » Les critiques ont été particulièrement enthousiastes à propos du scénario, du jeu des acteurs, de la réalisation et du rythme. Une journaliste du De Telegraaf résume ainsi Mocro Maffia : « drôle, réaliste, époustouflant et passionnée » Le site de streaming Videoland a vu ses chiffres d'abonnés redoubler après la sortie de la saison 3 en 2021.
L'acteur Oussama Ahammoud, révélé par la série Mocro Maffia, est largement félicité pour son rôle, confirmant son talent pour interpréter des « héros discrets mais fragiles », et apportant au personnage une captivante combinaison de sang-froid, de vulnérabilité et de rage, le menant parfois au risque de se faire liquider,. Certains critiques comparent ce rôle et celui de Marouane Meftah (nl), son successeur, en disant que ce dernier est beaucoup trop jeune pour interpréter son rôle, ce qui déscrédibilise l'histoire sur laquelle le scénariste s'est inspiré du livre Mocro Maffia. L'apparition de Khalid Alterch, interprétant le rôle de Tonnano dans la saison 3 va donner place à énormément de compliments grâce à son travail d'acteur professionnel, bien que ce soit sa première expérience dans le cinéma.
Une partie de la communauté marocaine des Pays-Bas boycotte la série dès sa sortie. Plusieurs acteurs et rappeurs ont refusé de participer au projet, estimant que la série serait stigmatisante. Les Marocains sont un groupe minoritaire aux Pays-Bas. Cela signifie que lorsque les Marocains sont représentés dans les médias, cela se fait souvent de manière stéréotypée. Les Marocains stéréotypés sont considérés comme des paresseux et sont souvent liés à la criminalité. Les bandes originales comprenant les albums comptent peu de rappeurs néerlandais d'origine marocaine. Achmed Akkabi déclare : "Nous avons pris seulement les rappeurs peu connus qui ont montré une envie de participer au projet. Beaucoup d'autres n'ont pas voulu travailler avec nous. C'est leur choix personnel.". Plusieurs politiciens néerlandais prennent part au boycott à la suite de l'étymologie Mocro Maffia qui fait référence à la réelle Mocro Maffia, déjà assez tristement médiatisée aux Pays-Bas. Le producteur néerlandais Paul Römer déclare : "Le terme mocromaffia est stigmatisant pour un grand groupe de jeunes Marocains qui n'ont rien avoir avec ce milieu criminel.". Bien que l'histoire racontée puisse être très réaliste, elle contribue, selon une partie de la communauté marocaine des Pays-Bas, au caractère stéréotypé qui existe actuellement. La série montre des jeunes d'origine marocaine qui commettent des crimes horribles sans aucun remords. Vu que le spectacle est si réaliste, il confirme malheureusement les préjugés que certaines personnes peuvent avoir, ce qui confirme le stéréotype du Marocain aux Pays-Bas.

« On entend souvent dire que Mocro Maffia donne une mauvaise réputation à la communauté marocaine. Mais ce n'est pas du tout le cas. Ce n'est pas après avoir regardé The Sopranos que je vais penser que chaque Italien est un mafioso. En voyant un pizzaman, je lui dirai plutôt :Ciao va bene?, tout cela pour avoir le sentiment de connaître leur culture. Le moral de l'histoire, ce n'est pas de pousser les gens à entrer dans ce milieu. Le message qu'on veut transmettre, c'est : tu veux entrer dans ce monde? Prépare toi à mourir ou à entrer en prison. Les chiffres de criminalité aux Pays-Bas sont loin d'avoir augmenté après les trois saisons de Mocro Maffia. Ce qu'on peut bel et bien prendre en compte, c'est que nous avons pu ouvrir beaucoup de portes à des acteurs alochtonnes tels que Bilal Wahib ou encore Oussama Ahammoud. La série est même arrivée à être diffusée dans 10 pays différents. J'ai reçu plusieurs messages de gens qui me disent qu'ils sont dans ce milieu et qu'ils aimeraient bien que je leur offre cette chance de jouer un rôle dans la série, afin de sortir de ce milieu. »

— Déclaration du scénariste Achmed Akkabi lors d'une interview avec Volkskrant le 19 mars 2021.
Sur Internet Movie Database, le public attribue 8,1/10 aux première, deuxième et troisième saisons. Plusieurs commentateurs ont comparé la série à Penoza (nl) et à Gomorra pour le genre et l'ambiance.

### Incidents
Les réalisateurs et acteurs ne sont pas épargnés des menaces. En 2017, lors du tournage de la série, Wouter Laumans est menacé par un message anonyme : "Je vais te décapiter toi ou quelqu'un de ta famille.". Trois ans plus tard, le 28 septembre 2020, un cocktail molotov est jeté dans un camion de l'équipe de tournage d'Achmed Akkabi, produisant la saison 3 à Amsterdam-Nord. Les témoins ont vu l'auteur fuir au bord d'un scooter. L'attaque n'a fait aucun blessé et les auteurs masqués n'ont pas été retrouvés.
En 2018, lors d'un tournage à Amsterdam-Nieuw-West le soir, l'équipe de production de Mocro Maffia sont chassés de leur lieu par des jeunes résidants du quartier. La police néerlandaise a du procéder à une dizaine d'arrestations administratifs pour des dégradations de bien privé et d'actes de vandalisme. Lors d'une interview datant du 19 mars 2021, Achmed Akkabi révèle que ces incidents ont également eu lieu dans d'autres quartiers. Il déclare également : "Heureusement, notre équipe est désormais dotées d'une sécurisation au maximum à l'aide d'une dizaine d'agents de police."

## Distinctions
- 2018 : Classée meilleure série néerlandaise de l'année[48]
- 2018 : Nommé au Zilveren Krulstaart de la meilleure série néerlandaise
- 2019 : Vainqueur du Hashtag Award dans la catégorie Beste Video on Demand[49]
- 2019 : Nommé au Golden Calf de la meilleure série dramatique
- 2020 : Dans le top 1000 du classement de IMDb
- 2021 : Vainqueur du trophée Golden Calf de la meilleure série dramatique[50]
- 2022 :  Vainqueur de la distinction Video Award dans la catégorie Beste Video on Demand[51]

## Divers
- En 2019, les réalisateurs annoncent la deuxième saison pour le 2 avril 2020[52]. À la suite de la pandémie de Covid-19, le réalisateur Achmed Akkabi en profite pour sortir la deuxième saison plus tôt que prévu, dès le 20 mars 2020 sur Videoland[53].